# Жеркув (Малопольське воєводство)
Жеркув (пол. Żerków) — село в Польщі, у гміні Ґнойник Бжеського повіту Малопольського воєводства.
Населення — 272 особи (2011).
У 1975-1998 роках село належало до Тарновського воєводства.

## Демографія
Демографічна структура станом на 31 березня 2011 року:
|          | Загалом | Допрацездатний вік | Працездатний вік | Постпрацездатний вік |
| -------- | ------- | ------------------ | ---------------- | -------------------- |
| Чоловіки | 145     | 30                 | 98               | 17                   |
| Жінки    | 127     | 22                 | 72               | 33                   |
| Разом    | 272     | 52                 | 170              | 50                   |